# Triśūla

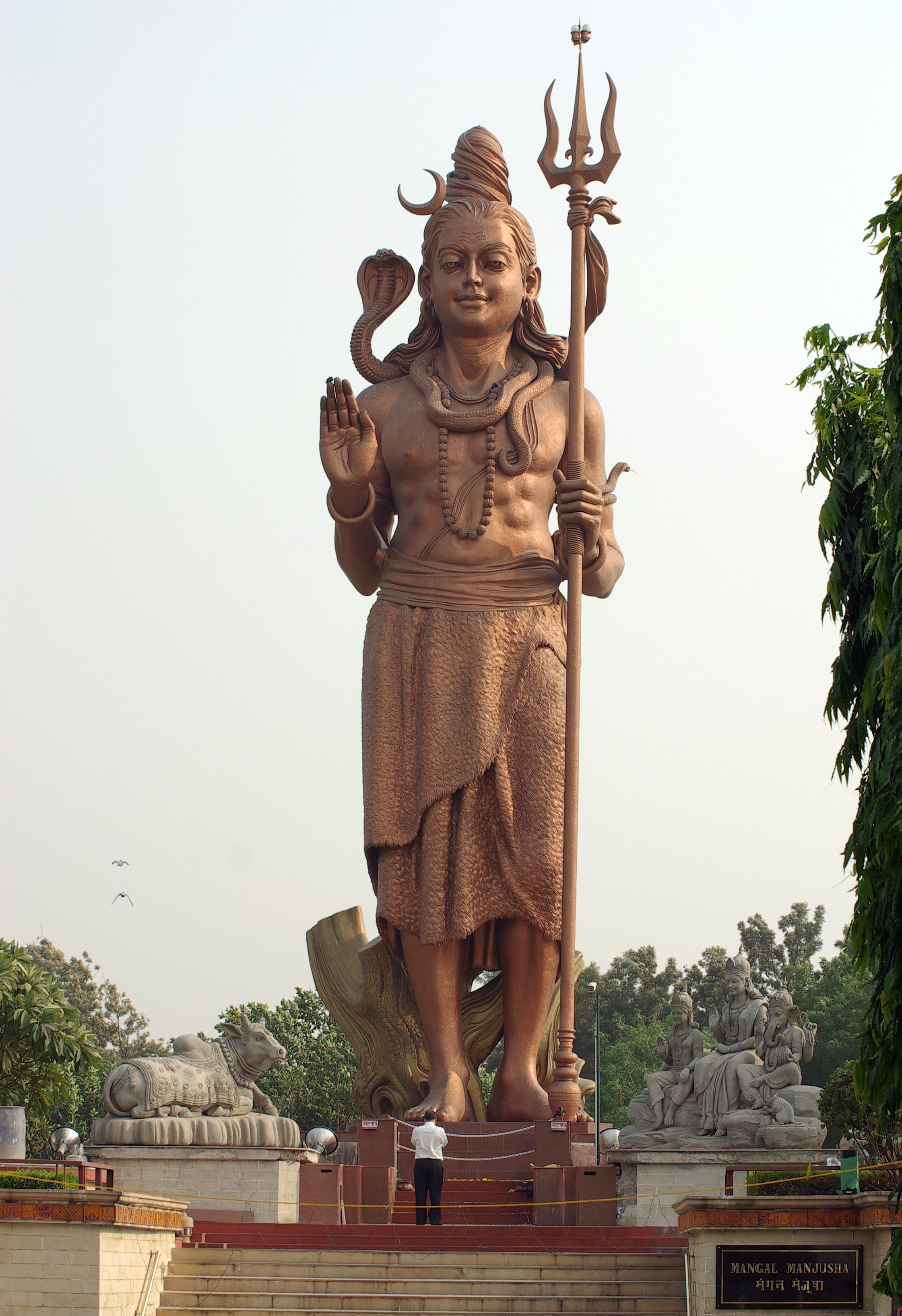
Il dio indù Shiva con in mano il trishula, a Sanga in Nepal, detta statua Kailashnath Mahadev.

Il triśūla (con grafia inglese trishula) è un tipo di tridente originario dell'India meridionale, ma lo si può ritrovare anche nel Sudest asiatico. È comunemente usato come simbolo religioso induista, balinese e buddista. La parola significa "tre lance" in lingua sanscrita, lingua pāli e in lingua balinese.
In India e in Thailandia, il termine si riferisce spesso ad un'arma a manico corto che può essere montato su un danda o "bastone da passeggio" personale. Ma a differenza del Sai, il triśūla è spesso dotato di lama (oggetto) . In lingua malese, "trisula" di solito si riferisce specificamente ad un tridente dal manico lungo, mentre una delle sue versioni minoritarie è conosciuta come tekpi.

## Simbologia

Trisula in dettaglio.

Il simbolismo del triśūla è polivalente e ricco. Il Trishula è abitualmente utilizzato dal dio indù Śiva e si dice che sia stato adoperato per tagliare la testa originale di Ganescia. Anche la sua sposa terrifica Durgā detiene un triśūla, come una delle sue molte armi. Ci sono inoltre vari altri dei e divinità, che detengono la stessa arma.
Le tre punte hanno vari significati ed importanza, e, comuni a religione indù, hanno molte storie alle spalle riguardanti la loro origine. Esse sono comunemente identificate come una rappresentare della divinità della creazione, della conservazione e della distruzione, (rispettivamente il passato, presente e futuro, i tre Guṇa-attributi raffigurati dalla Trimurti costituita da Brahmā-Visnù e Śiva.
Quando viene considerato come arma di Śiva, il triśūla è detto che possa giungere a distruggere i tre mondi: il mondo fisico, il mondo degli antenati (che rappresentano la cultura tratta dal passato) e il mondo della mente (che rappresentano i processi di percezione e di azione). I tre mondi dovrebbero essere distrutti da Śiva per arrivare ad un unico piano di esistenza non-duale, cioè fatto di sola beatitudine.
Nel corpo umano, il triśūla rappresenta anche il luogo dove le tre nadi (yoga) principali, o canali energetici (Ida, Pingala e Shushmana) si incontrano frontalmente. Shushmana, il canale o nodo centrale, continua verso l'alto fino al 7º chakra, o centro di energia (il sahasrāracakra posto alla sommità del capo), mentre le altre due estremità volgono in direzione della fronte, ove si trova posizionato il 6º chakra (ājñācakra, il plesso cavernoso fra le due sopracciglia). Il Punto centrale del triśūla rappresenta Shushmana, ed è per questo che è più lungo rispetto agli altri due, che rappresenta invece Ida e Pingala.

## Altri usi
- Il triśūla a volte può anche indicare il simbolo buddista del Triratna o "Tre gioielli" (il Buddha, il Dharma e il Sangha)
- Il Trishula è uno degli attributi della dea della mitologia induista denominata Durgā, avendo ricevuto questa ed altre armi celesti sia da Śiva che da Visnù.
- In Nepal, il triśūla è il simbolo d'elezione del Partito Comunista del Nepal (marxista unito)[1].
- Una parola simile, Trishul , indica in lingua romaní la parola 'croce'.
- Nel gioco di Carte e serie Manga-Anime Yu-Gi-Oh!, Trishula è un mostro tricefalo che può bandire una carta rispettivamente dalla mano dell'avversario (futuro), dal campo (presente) e dal cimitero (passato)

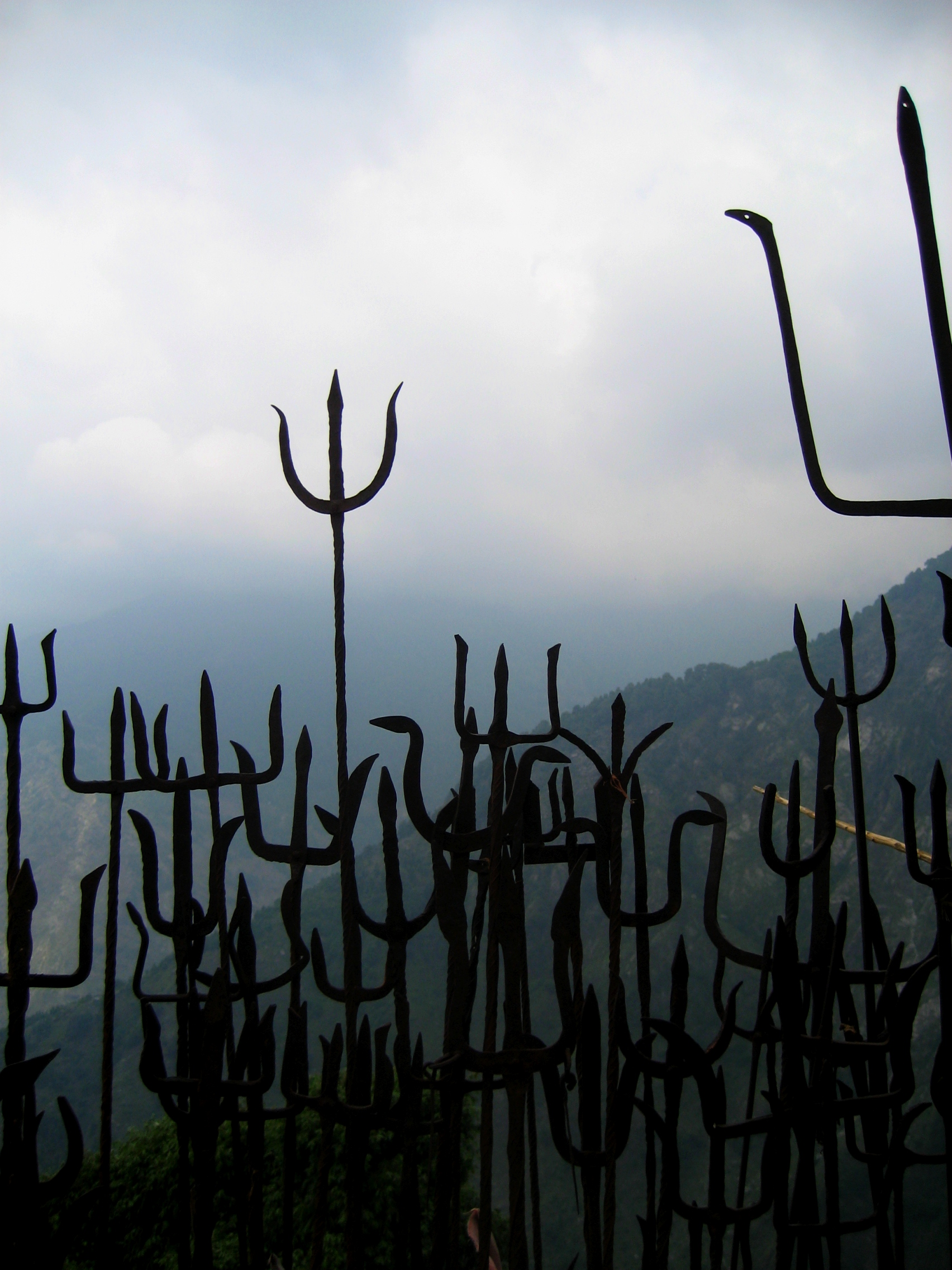
Trishula portati come offerta ai Guna Devi, nei pressi di Dharamsala in Himachal Pradesh.
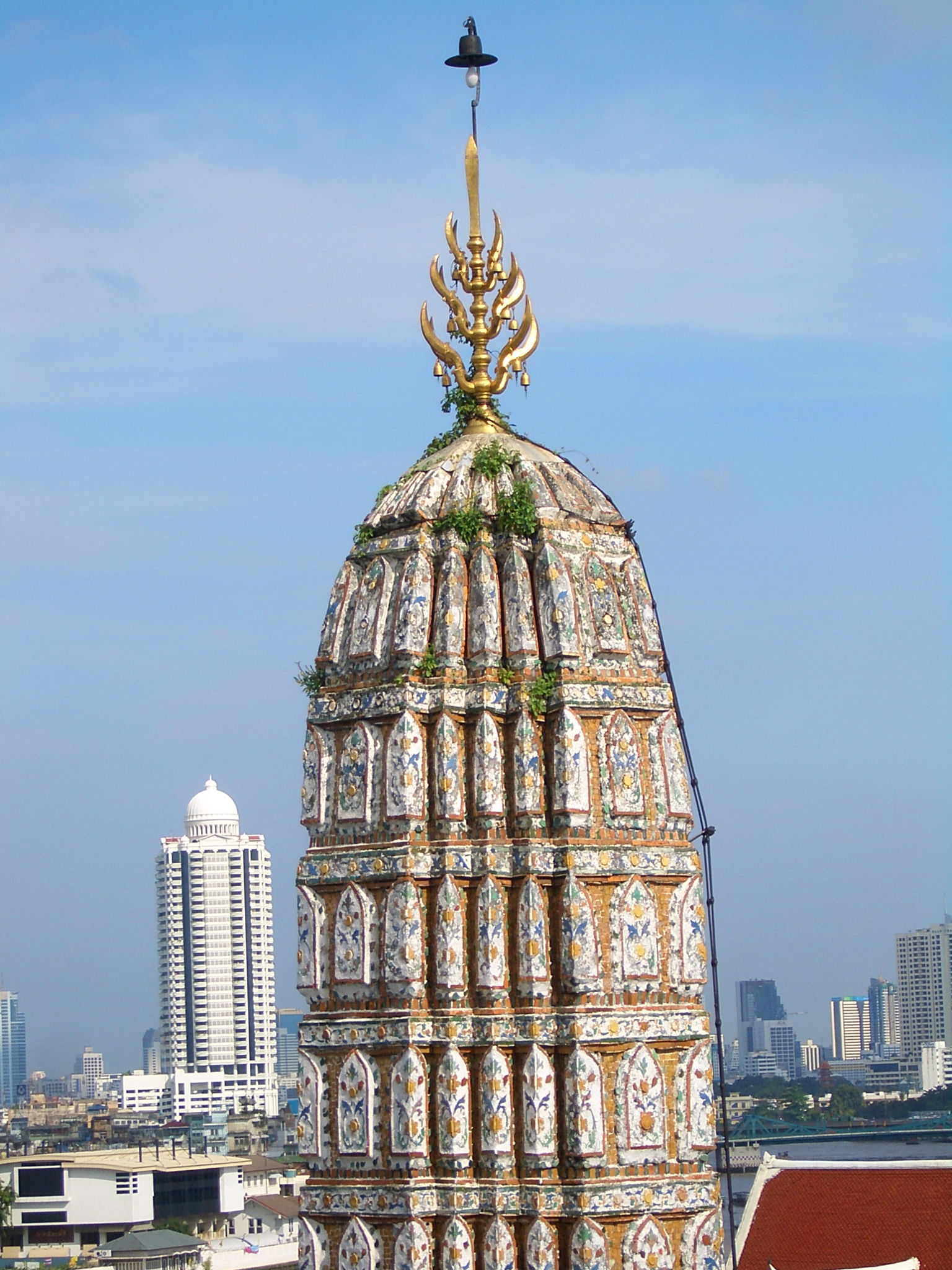
Il trishula a sette punte sulla coma del Wat Arun, (un complesso di costruzioni religiose che fungono da tempio buddhista), è anche conosciuto come il "Tridente di Shiva"
Emblema della dinastia Chakri, la casa reale della Thailandia fondata nel 1782. L'emblema della dinastia è costituito dal trisula intrecciato con la Sudarshana Chakra, un'altra arma a tipologia discoidale, per creare un Chakri.
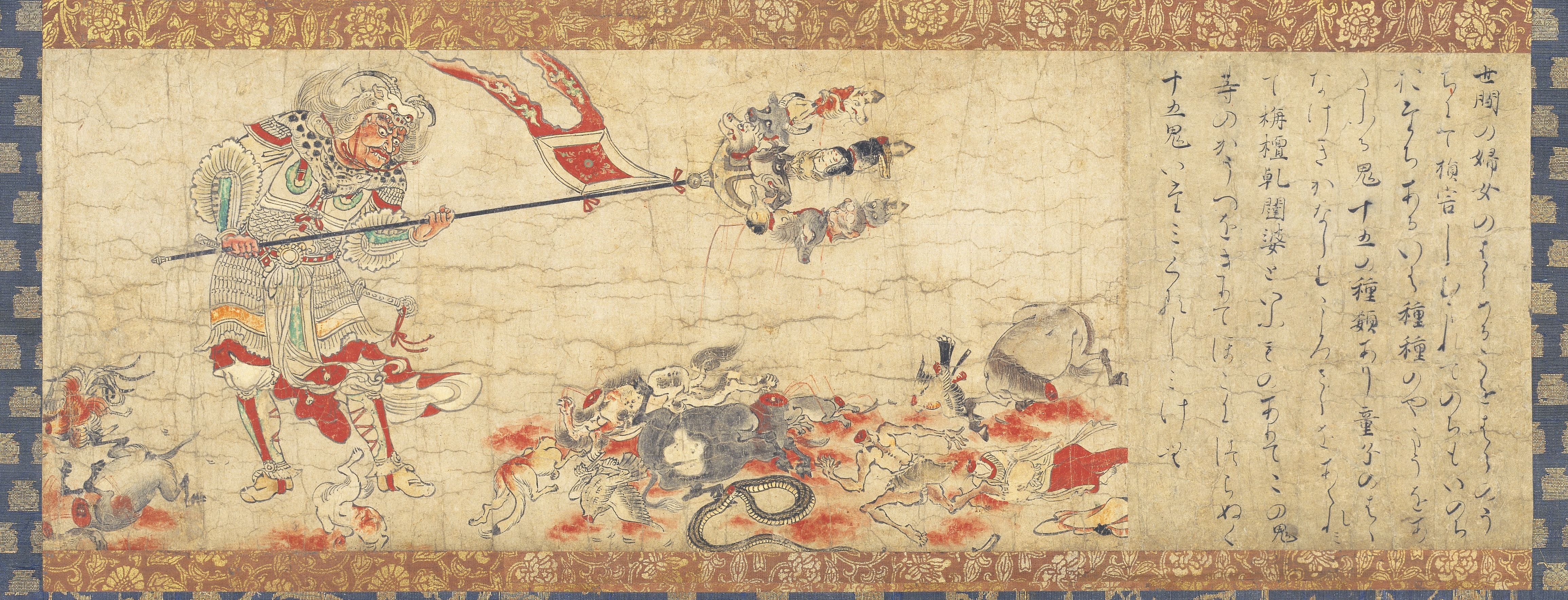
Il Hachibushū Sendan Kendatsuba (o Candana Gandharva) è raffigurato mentre sta sopprimendo diversi banditi col suo trishula nella collezione dei cinque dipinti denominati collettivamente Sterminio del Male.